# Nedre Lagnö naturreservat
Nedre Lagnö naturreservat är ett svenskt naturreservat på Norra Finnö i Söderköpings kommun i Sankt Anna skärgård.
Nedre Lagnö naturreservat bildades efter ett beslut 2011 av Söderköpings kommun fullmäktige av delar av den 33 hektar stora fastigheten Lagnö 2:1. Kommunen hade 2009 övertagit fastigheten av Allmänna arvsfonden., vilken i sin tur hade övertaget den efter jordbrukaren Edgard Lagnström, efter dennes död 2005. I naturreservatet ingår artrika strandändar vid havet och holmarna Tväsäck och Lindholm, med rödlistade skalbaggar och vedsvampar och en hägerkoloni. I naturreservatet finns en 800 meter lång strandpromenad med ett fågeltorn och en 1.200 meter skogsstig.  

## Edgards

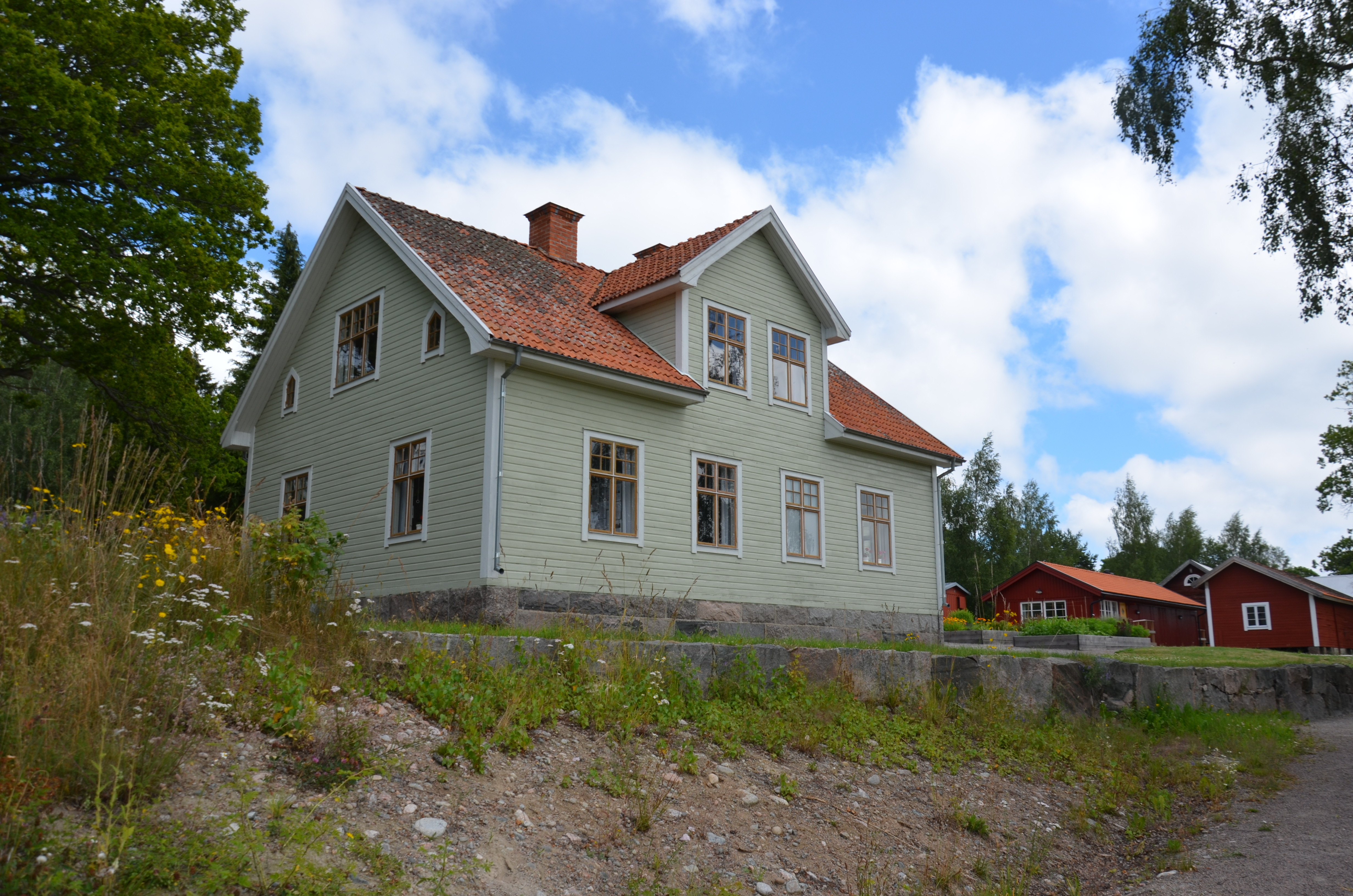
Edgards

Edgards, eller växeln, är benämningen på Edgard Lagnströms (1929-2005) hus, det ena av Nedre Lagnöfastighetens båda bostadshus. Fastigheten Nedre Lagnö bildades från Nedre Lagnö by i början av 1800-talet. Det södra och nyare av dess två bostadshus är i ursprungligt skick från uppförandet 1918, med undantag av en elinstallation från 1943. Det uppfördes av Emil (född 1876) och Amanda Lagnström, vilka då hade övertagit driften på gården, där Emils föräldrar fortfarande bodde. Det har upprustats av frivilliga och används idag av föreningen Sankt Annabygden för bland annat utställningar på lokala temata och för turistinformation om Nedre Lagnö naturreservat och om Sankt Annabygden.
Huset är uppfört med plankstomme och liggande fasadplankor. Huset har stora jugendfönster och glasveranda och innehåller två lägenhet med totalt fem rum med stor takhöjd.
Edgards har tidigare också använts för pensionatsrörelse 1920-22 och för den lokala telefonväxeln, Sandens telefonväxel, från 1926 till dess telefontrafiken automatiserades 1963.